# Anolis gundlachi
Anolis gundlachi este o specie de șopârle din genul Anolis, familia Polychrotidae, descrisă de Peters 1877. Conform Catalogue of Life specia Anolis gundlachi nu are subspecii cunoscute.